# Mordellistena altestriatoides
Mordellistena altestriatoides là một loài bọ cánh cứng trong họ Mordellidae. Loài này được Horák miêu tả khoa học năm 1995.

## Hình ảnh

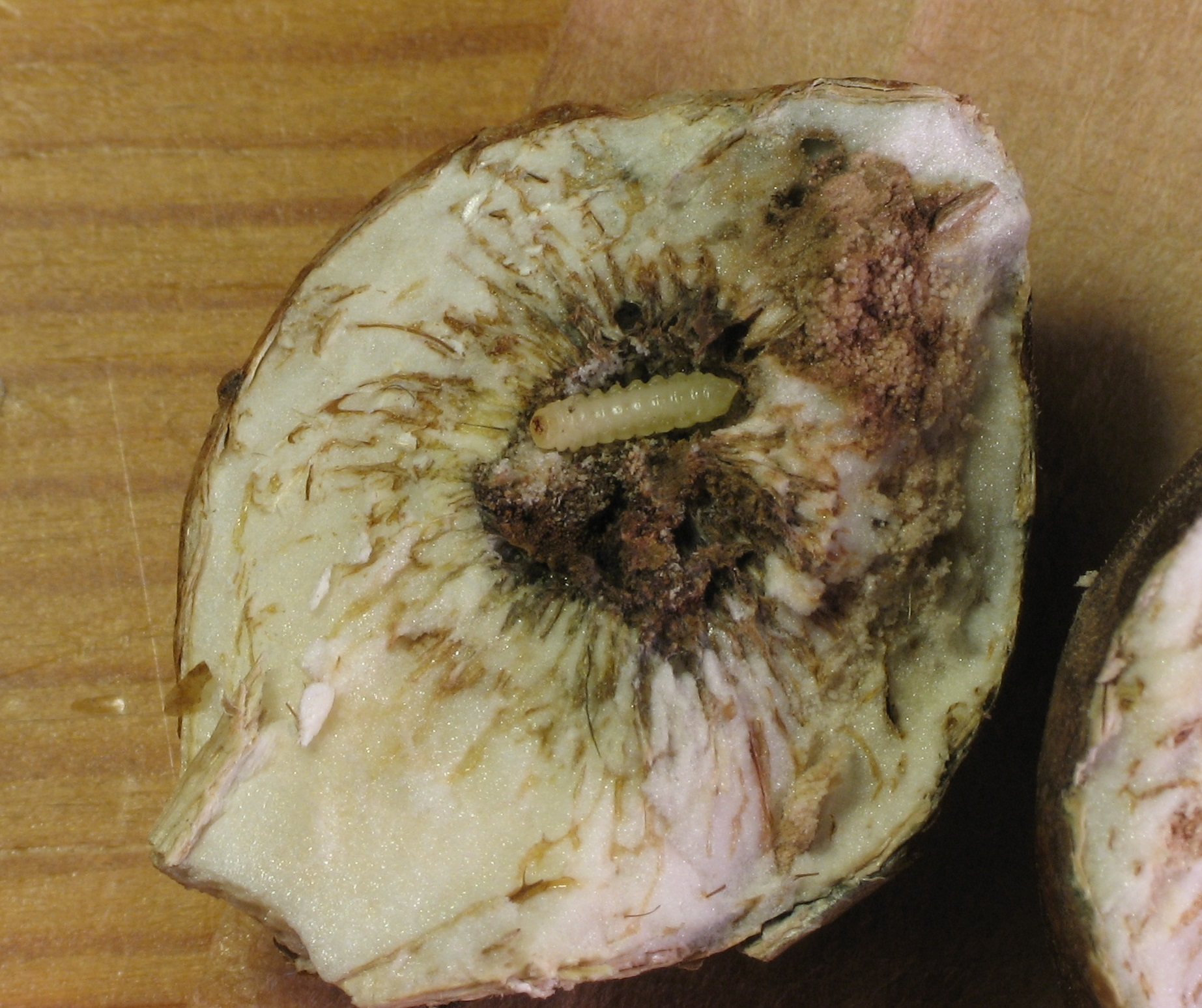